# Axintele
Axintele község és falu Ialomița megyében, Munténiában, Romániában. A hozzá tartozó települések: Bărbătescu valamint Horia .

## Fekvése
A megye déli részén található, a megyeszékhelytől, Sloboziatól, ötvenkilenc kilométerre nyugatra, a Ialomița folyó jobb partján.

## Története
A 19. század közepén Ialomița megye Câmpul járásához tartozott és Axintele illetve Bărbătescu falvakból állt, összesen 1317 lakossal. A község területén ekkor egy 1823-ban épített templom és egy iskola működött. Horia falu ekkor Vadu Pietros néven a szomszédos Fundu-Crăsani község része volt, mely Ialomița-Balta járáshoz tartozott. 
1925-ös évkönyv szerint Axintele községe Lehliu járás része volt, 1903 lakossal és Axintele valamint Bărbătescu falvakból állt. Horia falu pedig az azonos nevű község központjává vált, melyhez Cărăușii, Crăsanii de Sus, Horia és Sălcioara falvak tartoztak. 1931-től Horia község területe jelentősen csökkent, miután az irányítása alá tartozó többi falut más községek irányítása alá helyezték. 
1950-ben mindkét község a Ialomițai régió Lehliu rajonjának volt a része, majd 1952-ben a Bukaresti régióhoz csatolták őket. Az 1968-ban Horia községet megszüntették és Axintele községhez csatolták, mely az új megyerendszerben Ilfov megye része lett. Ezen időszakban már Axintele részét képező Pârlitu települést 1964-ben Pandurii de Sus névre keresztelték, majd 1968-ban teljesen elveszítette önálló települési státuszát és Axintele település része lett. 
1981-ben a községet Ialomița megyéhez csatolták.

## Lakossága
| Nemzetiségek | 2002 | 2002   |
| ------------ | ---- | ------ |
| Románok      | 2929 | 99,49% |
| Romák        | 15   | 0,50%  |
| Összesen     | 2944 | 100,0% |

## Látnivalók
- A település határát jelző öt darab kőkereszt.